# Schloss Wasserburg
Schloss Wasserburg liegt im Zentrum der Halbinsel von Wasserburg (Bodensee) im Landkreis Lindau (Bodensee). Es beherbergt heute ein Hotel und Restaurant.

## Geschichte
Im Jahre 784 tauchte erstmals der Name „wazzarburuc“ in einer Urkunde des Klosters Sankt Gallen auf. Im 10. Jahrhundert diente diese Inselfestung als Zufluchtsort der Klosterherren von Sankt Gallen.
Am 24. Juni 1358 wurde die Festung Wasserburg von den Truppen des Städtebundes in Schutt und Asche gelegt. 1386 kam Wasserburg auf Vermittlung der Grafen von Ebersberg für 650 Pfund Heller an die Grafen von Montfort. Ab den 1450er Jahren bildete sich hier die Nebenlinie Montfort-Rothenfels-Wasserburg (Hugo XIII.).
Das heutige Schloss wurde zwischen 1537 und 1555 von den Montfortern als Renaissanceschloss anstelle einer früheren Burganlage der Herren von Schellenberg als Dreiflügelanlage aufgeführt.
Im Besitz der Grafen Fugger von Kirchberg und Weißenhorn war es ab 1592. 
Am 17. Februar 1750 wurde durch einen Brand der Westflügel vollständig zerstört und nicht mehr aufgebaut. Das Schloss kam 1755 in den Besitz des Hauses Österreich und mit Wasserburg 1803 an Bayern.
Das Schlossgebäude besitzt Mauern bis drei Meter Stärke, war seit 1812 in Privatbesitz der Familie Köberle und beherbergt heute ein Hotel und Restaurant.

## Baubeschreibung
Es handelt sich um ein Baudenkmal, die amtliche Beschreibung lautet:
- Ehemaliges Wasserschloss: zwei verschieden hohe Trakte einer ehemaligen Dreiflügelanlage, Kern ab 1280, mit Anbauten 2. Hälfte 14. Jahrhundert, Mitte 16. Jahrhundert und 18. Jahrhundert; Torhaus, eingeschossiger Walmdachbau aus Bruchstein.